# Miracle (film, 2004)
Pour les articles homonymes, voir Miracle (homonymie).
Pour plus de détails, voir Fiche technique et Distribution.
Miracle est un film américain réalisé par Gavin O'Connor et sorti en 2004. Cette production Walt Disney Pictures s'inspire du « miracle sur glace » : l'histoire vraie du parcours de l'équipe de hockey sur glace des États-Unis aux Jeux olympiques de 1980.

## Fiche technique
Sauf indication contraire, les informations mentionnées dans cette section peuvent être confirmées par les bases de données cinématographiques IMDb et Allociné,  présentes dans la section « Liens externes ».
- Réalisation : Gavin O'Connor
- Scénario : Eric Guggenheim
- Musique : Mark Isham
- Production : Walt Disney Pictures
- Distribution : Buena Vista Pictures
- Format : 2.35:1
- Langue originale : anglais
- Durée : 135 minutes
- Genre : sport, drame
- Sortie : 
  - États-Unis : 6 février 2004
  - France : directement en DVD

## Distribution
- Kurt Russell (VF : Robert Guilmard et VQ : Jean-Luc Montminy) : Herb Brooks
- Patricia Clarkson (VF : Francine Laffineuse et VQ : Élise Bertrand) : Patti Brooks
- Noah Emmerich (VF : Jean-Marc Delhausse et VQ : Benoît Rousseau) : Craig Patrick
- Sean McCann (VF: Léon Dony et VQ : Jean-Marie Moncelet) : Walter Bush
- Nick Postle : Bill Baker
- Kenneth Welsh (VF : Alexandre von Sivers et VQ : Hubert Fielden) : Doc Nagobads
- Eddie Cahill (VF : Arnaud Léonard et VQ : Louis-Philippe Dandenault) (pour les scènes hors de la glace) et Bill Ranford (pour les scènes de match) : Jim Craig
- Patrick O'Brien Demsey (VQ : Martin Watier) : Mike Eruzione
- Michael Mantenuto (VF : Gaëtan Wenders et VQ : Antoine Durand) : Jack O'Callahan
- Nathan West (VQ : Patrice Dubois) : Rob McClanahan
- Eric Peter-Kaiser : Mark Johnson
- Bobby Hanson : Dave Silk
- Sasha Lakovic : Boris Mikhaïlov
- Don S. Davis (VQ : Hubert Gagnon): Bob Fleming
- Al Michaels (VF : Alain Louis et VQ : Marc Bellier) : lui-même
- Kenneth Mitchell (VQ : Gilbert Lachance) : Ralph Cox
- Bill Mondy (VQ : Daniel Picard) : Lou Nanne
- Malcolm Stewart (VQ : Luis de Cespedes) : Donald Craig

 Source et légende : version québécoise (VQ) sur Doublage.qc.ca